# ان‌جی‌سی ۶۵۷۲
ان‌جی‌سی ۶۵۷۲ (انگلیسی: NGC 6572) نام یک کهکشان است.